# Haus K. in O.

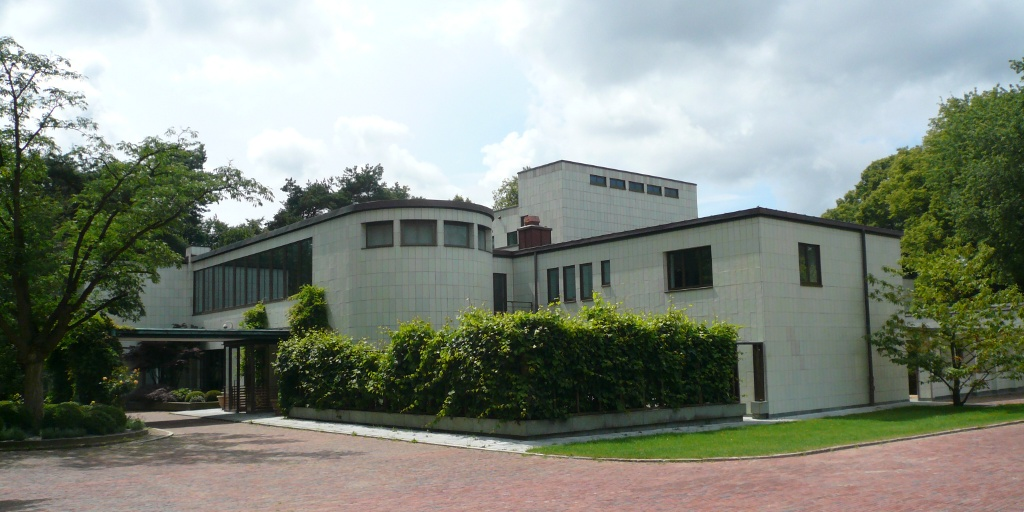
Haus K. in O. – Eingangsseite

Unter der Bezeichnung Haus K. in O. plante und realisierte der Architekt Martin Elsaesser Anfang der 1930er Jahre auf dem Flurstück Kretkamp  in Othmarschen ein 1.700 m² großes Privathaus für den Zigarettenfabrikanten Philipp Fürchtegott Reemtsma. Der Bau entstand in äußerster Diskretion und wurde, trotz einer entsprechenden Publikation durch Elsaesser, architekturhistorisch kaum wahrgenommen.

## Lage
Die Hamburger Elbvororte sind eine bevorzugte Wohngegend, geprägt durch eine Villenbebauung auf großzügigen Grundstücken. In den 1920er Jahren wurden teilweise Grundstücke geteilt. Max Brauer, SPD-Bürgermeister von Altona, zu dem Othmarschen damals gehörte, ließ mehrere große Anwesen von der Stadt erwerben und schützte sie damit vor der Parzellierung.
Die Reemtsma Cigarettenfabriken waren 1923 von Erfurt nach Altona-Bahrenfeld gezogen und hatten sich zu einem großen nationalen Zigaretten-Konzern mit 16.000 Beschäftigten und mehreren Fabrikniederlassungen entwickelt. Es war für Reemtsma selbstverständlich, seinen Wohnsitz in den Elbvororten im seinerzeit preußischen Altona zu wählen.
Durch den Bau der Schinckel-Villa nach Plänen von Henry van de Velde lernte Reemtsma die räumliche Wirkung eines modernen Baus kennen, dessen Inneneinrichtung maßgeblich vom Architekten bestimmt wurde.
Reemtsma wünschte ein Wohnhaus für sich und seine Familie mit drei Söhnen aus erster Ehe sowie repräsentative Räume für sein gesellschaftliches Leben. Die privaten Räume, im Obergeschoss gelegen, waren kleiner als die Repräsentationsräume im Erdgeschoss.
Reemtsma erwarb am 14. Juni 1929 zwei östlich vom Jenischpark gelegene Grundstücke, die von diesem durch die Straße Holztwiete getrennt sind. Diese Grundstücke wurden durch eine Pferdeweide und ein weiteres Areal zu einem Grundstück von rund 64.000 Quadratmetern mit einer Tiefe von 455 Metern erweitert, auf dem eine repräsentative Privatvilla errichtet werden sollte.
An dem geschlossenen Wettbewerb beteiligten sich neben Elsaesser auch Henry van de Velde und weitere Architekten. Der Entwurf van de Veldes ist überliefert. Reemtsma diskutierte seine Anforderungen bei einem Besuch in Brüssel mit ihm und zahlte schließlich ein Planungshonorar von 10.000 RM.
Elsaesser, bis 1932 Stadtbaudirektor in Frankfurt am Main, setzte die Anforderungen des Bauherrn am besten um und wurde schließlich von den Reemtsma Cigarettenfabriken mit der Realisierung beauftragt. Der Bau kostete 4.221.256 Reichsmark und wurde an Philipp Reemtsma für jährlich 30.000 RM vermietet. Aufgrund von Streitigkeiten mit der Finanzverwaltung erwarb 1938 Philipp Reemtsma schließlich das Haus für 2.743.000 RM von seiner Firma.

## Der Bau
Mit dem Abriss der zuvor auf dem Gelände stehenden Gebäude wurde 1930 begonnen. Die Baupläne wurden von Reemtsma im Juli 1930 gegengezeichnet und zur Genehmigung eingereicht, die am 29. August 1930 erfolgte. Der Bau war als eine unterkellerte zweigeschossige, in Teilen dreigeschossige, Stahlbetonkonstruktion konzipiert und folgte den Gedanken des Neuen Bauens. Das Dach hat nur eine geringe Neigung und wirkt fast wie ein Flachdach. Die Villa liegt von der Einfahrt entfernt, nach Osten entstand ein überdachter Eingangsbereich mit Vorfahrt für Besucher.
Die Pläne wurden von der Altonaer Bauverwaltung unter Gustav Oelsner, der dem Neuen Bauen aufgeschlossen gegenüberstand, wohlwollend genehmigt.
Die Bauten sind mit 43 × 21,5 cm großen grünlich/weiß-grauen Keramikplatten der Richard Blumenfeld Veltener Ofenfabrik AG verkleidet. Ursprünglich war die Mauer an der Parkstraße ebenfalls mit denselben Keramikplatten verkleidet; gegen die hohe Mauer hatten sich Nachbarn erfolglos an die Baubehörde gewandt. Heute steht hier ein Zaun aus Stahlstreben.
Neben dem Wohnhaus wurden ein Wirtschaftsgebäude mit Wohnungen für die Angestellten, ein Pferdestall, Garagen mit einem Wasserturm und Stromgeneratoren sowie an der östlich gelegenen Parkstraße ein Pförtnerhaus errichtet. Die Bauleitung übernahm zunächst ein Frankfurter Mitarbeiter Elsaessers, H. F. Kramer, der später von dem Architekten August Becker abgelöst wurde.
Die Gartenanlage wurde von Leberecht Migge im Sinne der Lebensreformbewegung entworfen. Neben einem Reitgarten zwischen Villa und Pförtnerhaus entstand nach Norden ein Nutz- und Ziergarten. Im Süden und Westen wurde das Gelände parkähnlich gestaltet und enthielt im südwestlichen Teil einen Schwimmteich, das „Heimstadion“, mit einem Badehaus, einer Wasserrutsche und einem kleinen Strand.
Die gesamte Gartenfront war verglast; 66 Motoren erlaubten es, die Fenster vollständig im Boden zu versenken. Das an die Schwimmhalle anschließende Gartenzimmer hatte in der ursprünglichen Planung kleinere Fenster, die während der späteren Planung durch ebenfalls versenkbare gerundete Fenster ersetzt wurden.
Vor der Bibliothek, östlich der Terrasse, war ein Rosengarten angelegt, der durch den halbrunden Teepavillon begrenzt wurde. Dieser wurde nach der Freigabe des Parkteils für die Öffentlichkeit 1954 abgerissen.

### Die Räume

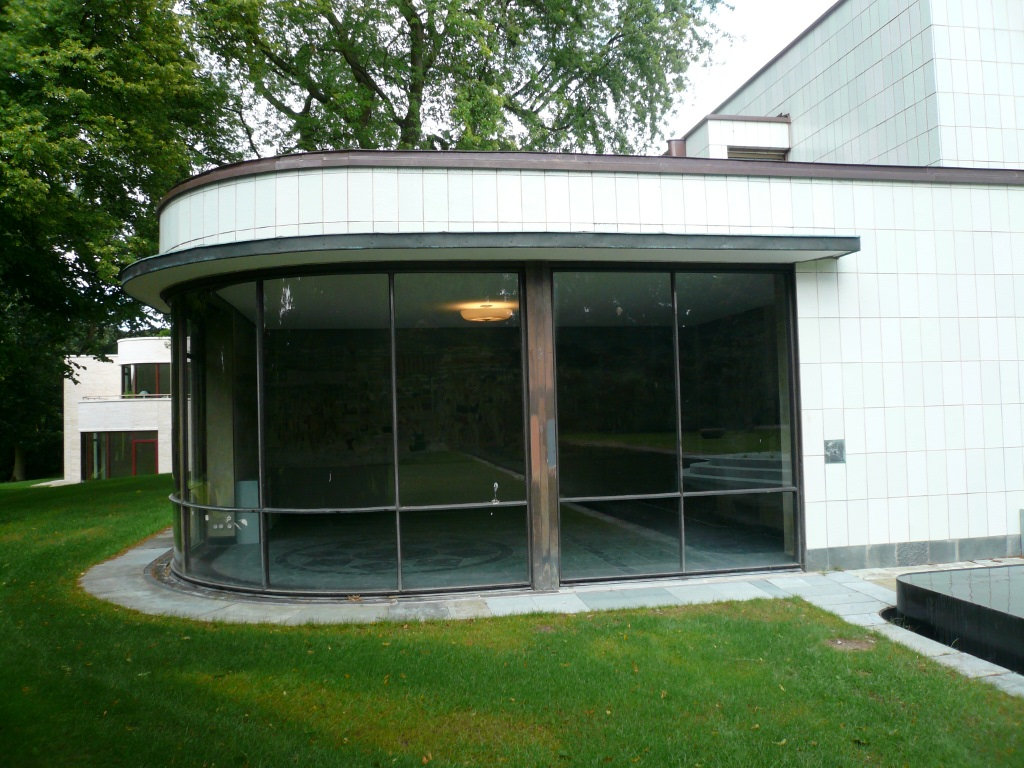
Gartenzimmer

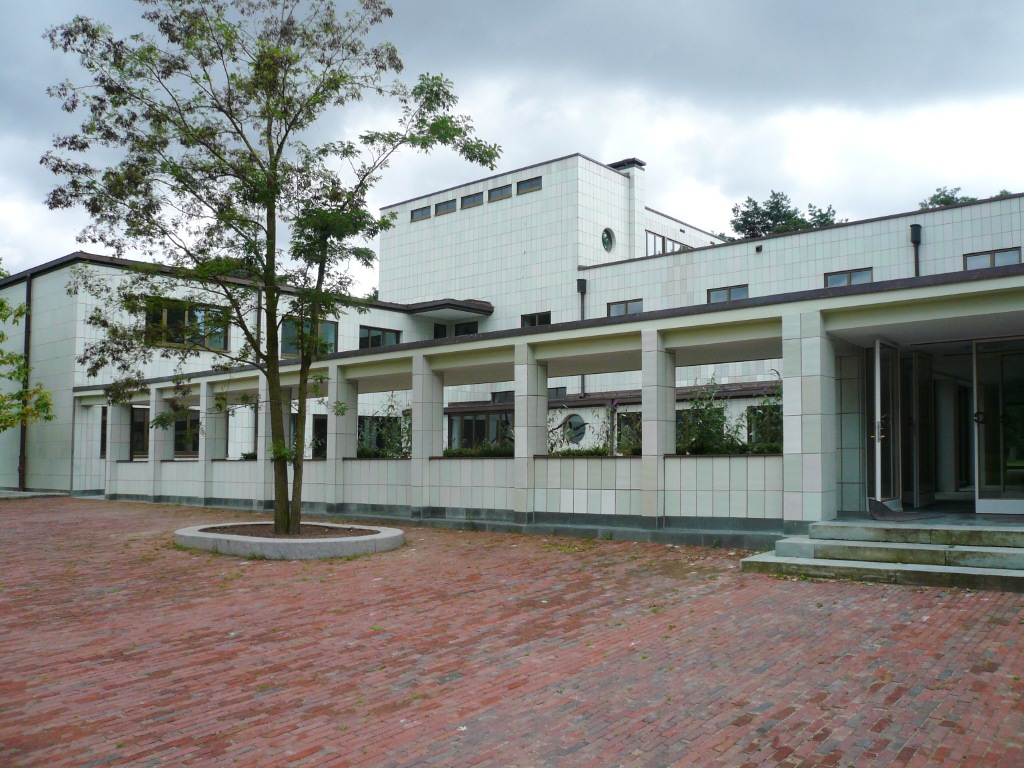
Nordseite

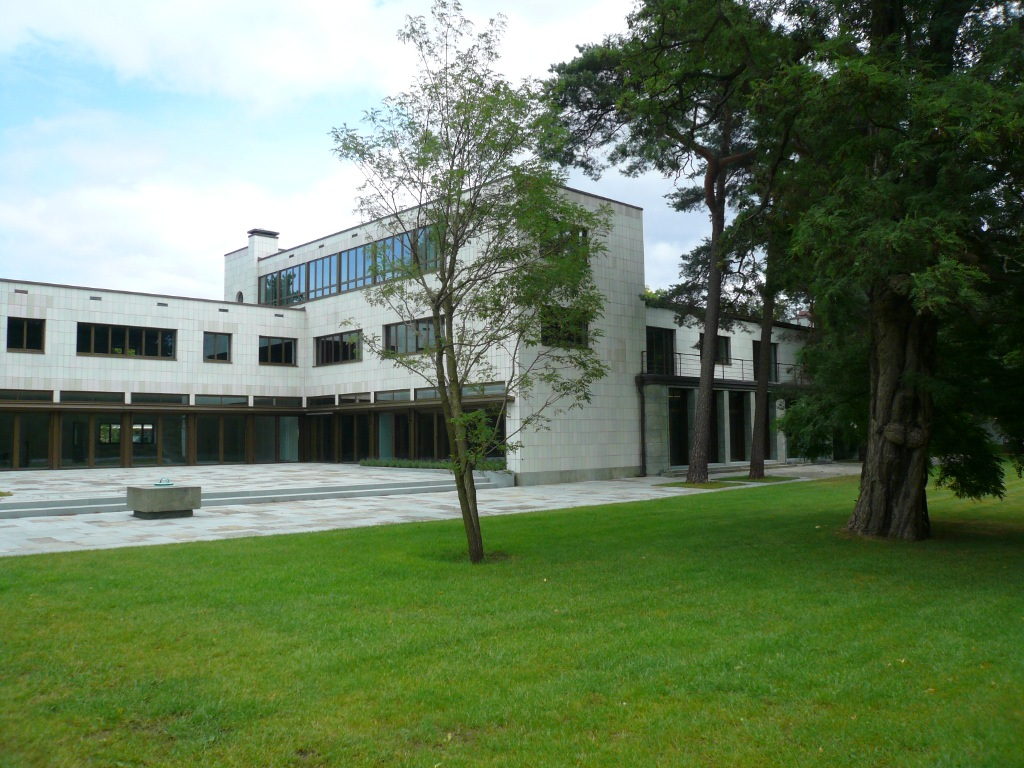
Südseite

Die Nutzfläche der Villa beträgt 1.700 m² (die Angaben in den verschiedenen Quellen unterscheiden sich und gehen bis zu 2.000 m²). Der Wohnbereich im Obergeschoss war in den ursprünglichen Planungen mit 600 m², der Bereich im Erdgeschoss mit 900 m² ausgewiesen.
Beiderseits vom überdachten Eingang sind Damen- und Herrengarderobe angeordnet, von Letzterer besteht ein direkter Zugang zu einem Herrenzimmer. Hinter dem Windfang des Eingangs liegt eine große Halle, die durch Fenster im Obergeschoss belichtet wird und von der eine Treppe ins Obergeschoss mit den Privaträumen führt.
Von der Halle gelangt man in das Esszimmer, das die runden Bauformen wieder aufnimmt. Die Decke ist mit Blattgold belegt und wurde im Zuge der Renovierungen 2009 restauriert. Das Zimmer wird von Westen belichtet, die Fenster führen auf die Terrasse. Der für zwölf Personen ausgelegte Tisch ließ sich für zwanzig Gäste erweitern.
Neben dem Herrenzimmer schließen sich die Bibliothek und ein großes Wohnzimmer an, die beide nach Süden liegen. Neben dem Wohnzimmer liegt das Bridgezimmer.
Ein Flur mit Fenstern führt zum zweiten Baukörper mit Turnsaal und Schwimmhalle, an die sich das Gartenzimmer mit einer runden Fensterfront anschließt. Nördlich des Flurs liegen die Hauswirtschaftsräume und ein Kinderspielzimmer mit einem Spielhof, durch eine überdachte Pfeilerreihe vom Grundstück abgesetzt. In den Freizeitbereich führt zusätzlich ein separater Eingang. Westlich von der Schwimmhalle lag ein durch eine Mauer vor Blicken abgeschirmtes Luftbad, das im Rahmen der späteren Umbauten überdacht wurde.
Im ersten Obergeschoss liegen Herren- und Damenschlafzimmer mit Ankleideräumen und einem gemeinsamen Bad. Über das Damenwohnzimmer konnte der Kinderbereich erreicht werden. Im zweiten Obergeschoss sind vier Gästezimmer mit einer eigenen kleinen Terrasse gelegen.

### Ausstattung

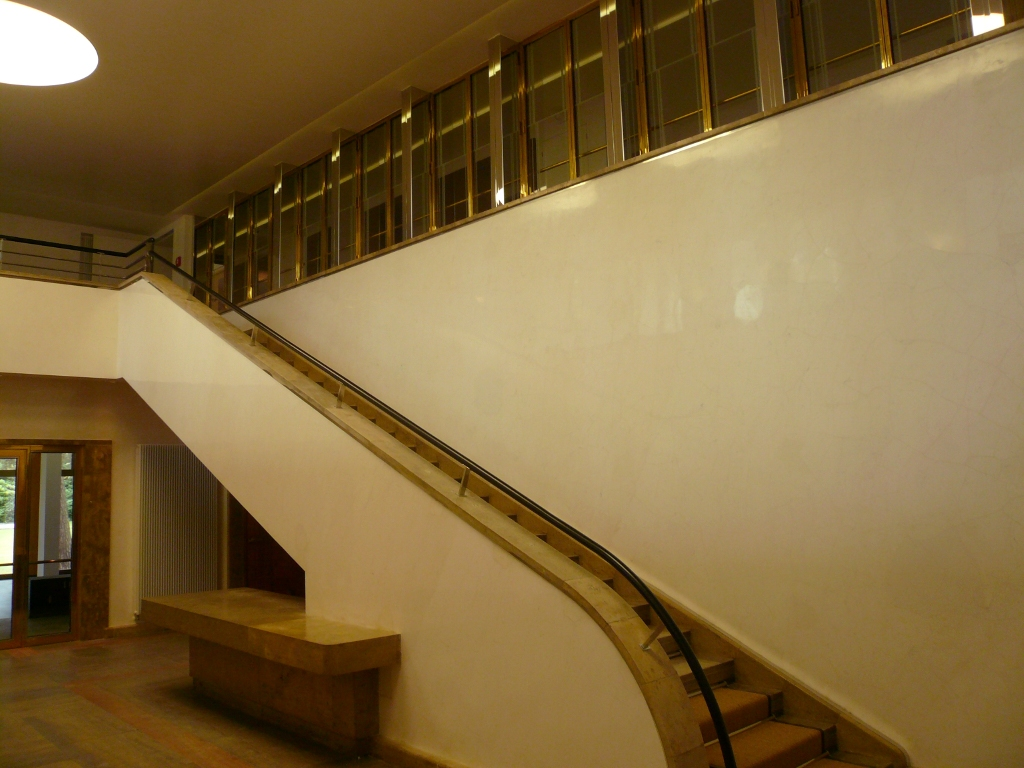
Halle

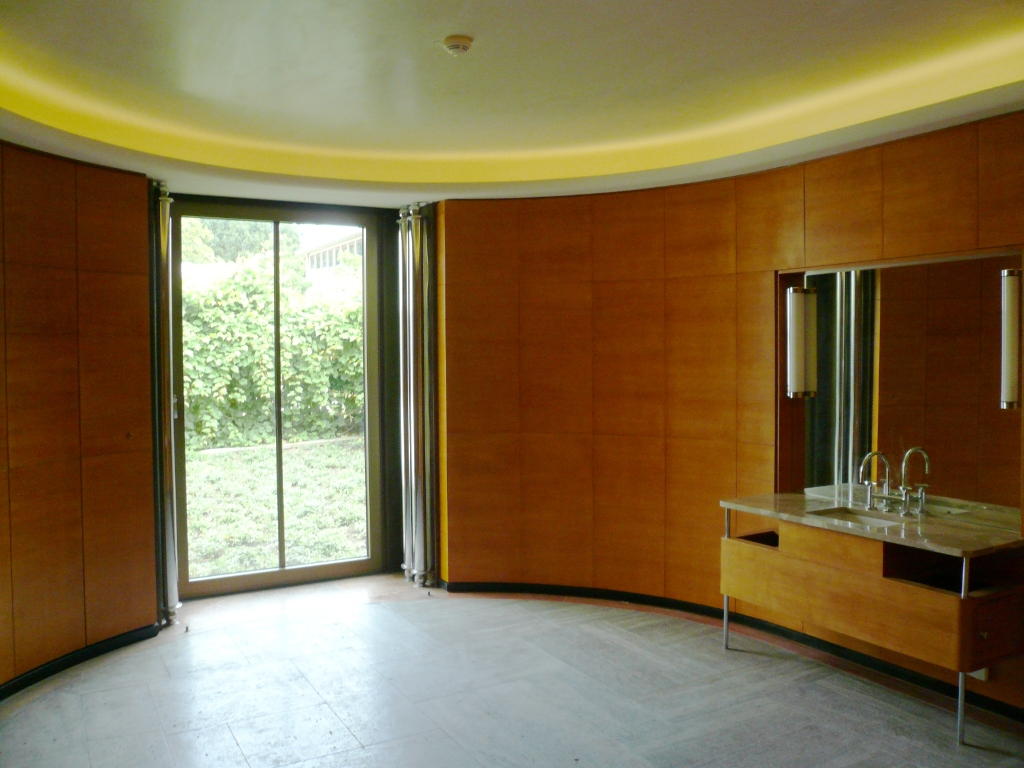
Damengarderobe

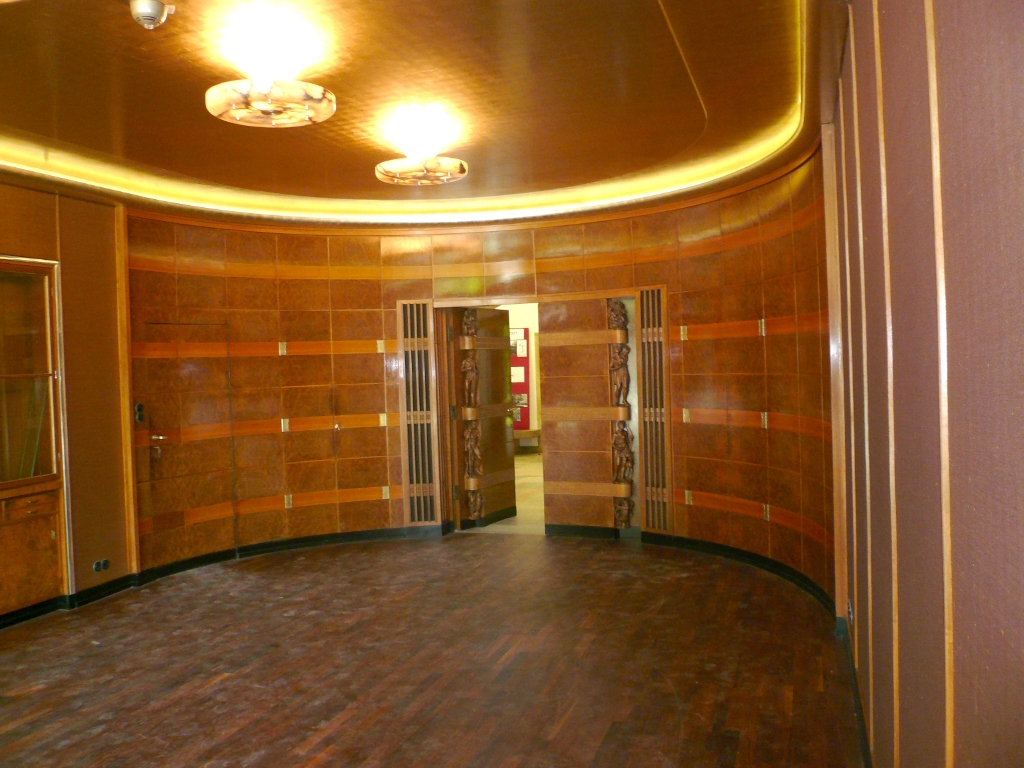
Esszimmer

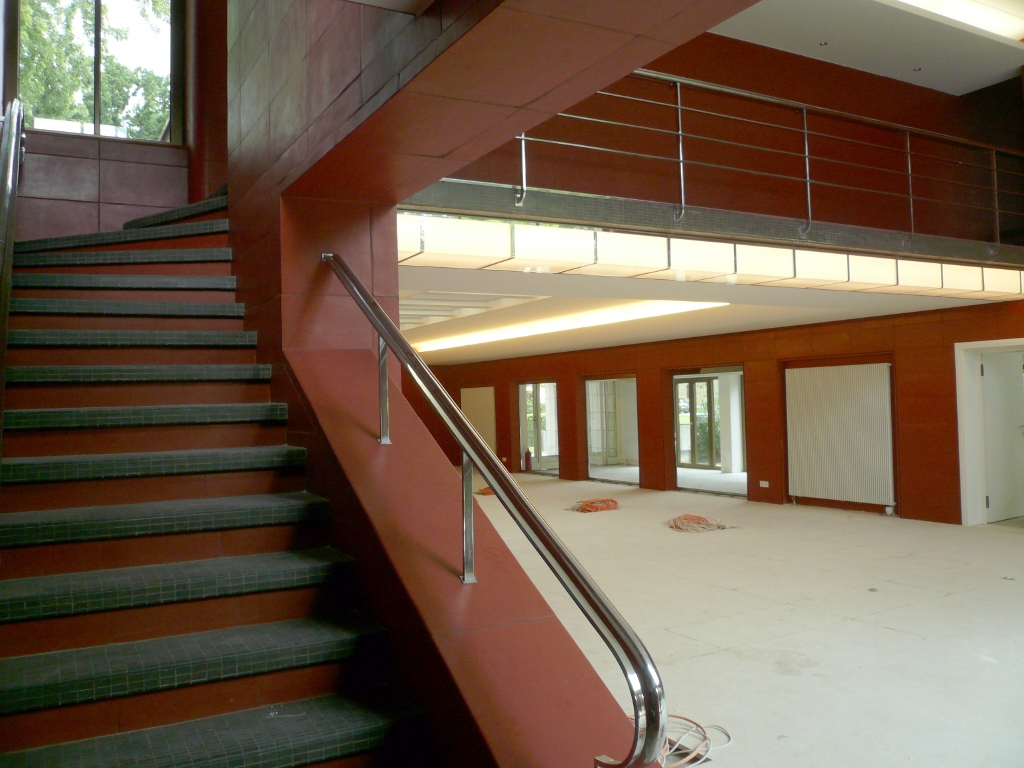
Schwimmhalle

Die Innenausstattung war in der ursprünglichen Fassung sachlich technisch geprägt. Die Heizungsrohre im voll verglasten Windfang waren unverkleidet, in die Halle führte ursprünglich eine Glastür. Die Halle ist zusätzlich durch deckenhohe Neonröhren beleuchtet und war ursprünglich mit einer hellen Ahorn-Täfelung versehen.
Die Halle ist im Obergeschoss von einem Fensterband aus geätzten Milchglasscheiben zwischen verchromten Stützen umgeben. Der Hallenboden besteht aus geschliffenem hellgrauen Muschelkalk mit grauroten Bändern aus Granit. In der rechten Wand befindet sich ein Kamin in einer Wand, die mit kleinen Riemchenklinkern verkleidet ist. Ursprünglich führten messinggefaßte Türen in den Wohn- und Essbereich. Im Zuge der Umbauten 1939/40 wurden diese Türen gegen geschnitzte Holztüren ausgetauscht.
Esszimmer und Bridgezimmer waren mit Gobelins von Richard Seewald ausgestattet, die heute im Altonaer Museum hängen. Von Richard Scheibe stammen das Kamin- und das Schwimmbadrelief.
Die Schwimmhalle war mit terrakottafarbener Keramik verkleidet, das 170 m² große Becken war seegrün gekachelt.
Das Gartenzimmer erhielt eine Wandmalerei von Kay Heinrich Nebel mit See- und Hafenmotiven sowie einer Reiterszene.
Das Mobiliar stammt überwiegend von den Vereinigten Werkstätten. Hauptlieferant für die Inneneinrichtung war die Kölner Firma Gustav Carl Lehmann unter Artur Wachsberger, die den Vertrieb innehatte. Außerdem wurden Freischwinger-Stahlrohrsessel von Ludwig Mies van der Rohe verwendet. Der Designer der Stahlrohrliegen, die auf mehreren Abbildungen zu sehen sind, ist nicht überliefert.

### Umbau 1939–1940

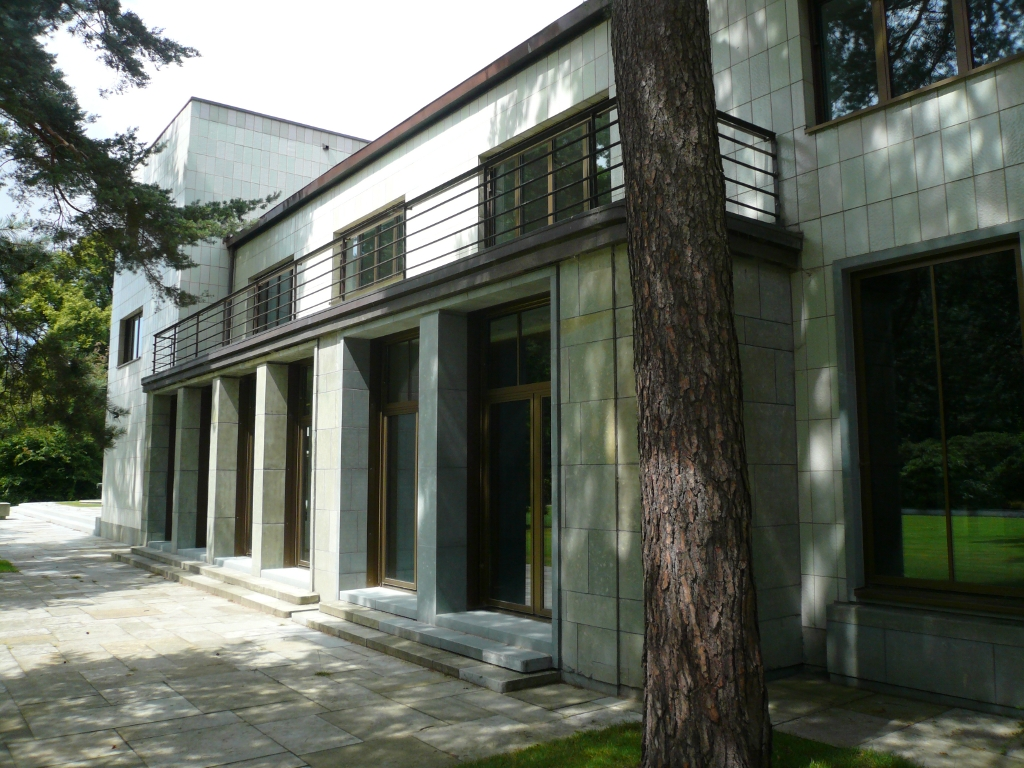
Wohnzimmer

Reemtsma hatte bis Anfang der 1930er Jahre in der Weltwirtschaftskrise seine wirtschaftliche Position in der Tabak- und Zigarettenherstellung erheblich ausgebaut. Er pflegte Umgang mit den Politikern der Weimarer Republik und erhielt Ehrungen, unter anderem durch Max Brauer, für sein soziales Engagement im Umfeld seiner Werke.
Mit der nationalsozialistischen Machtübernahme drohte sein Einfluss zu schwinden und er wurde durch ein Korruptionsverfahren bedroht, das gegen eine Spende an Hermann Göring eingestellt wurde. Er stellte sich auf die neuen Verhältnisse ein und suchte die Nähe Görings. Sein Haus wurde nach dem Geschmack der Zeit umgestaltet. Das Grundstück lag im Planungsbereich der „Gaustadt Hamburg“ und unterlag damit Baubeschränkungen. Die Veränderungen betrafen daher vor allem den Innenbereich des Hauses. Die klare, lichte Konstruktion Elsaessers, die einem diagonalen Raumkonzept folgte, konnte dank der Stahlbetonkonstruktion relativ einfach an den Zeitgeschmack des Neoklassizismus angepasst werden. Die Glastüren vor der Halle wichen einer massiven Holztür mit Schnitzereien. Vor den verchromten Heizkörpern wurden schmiedeeiserne Gitter angebracht. Viele ursprüngliche Details wurden hinter Holzpaneelen verborgen. Die geschwungene Treppe der Haupthalle wich einer geraden Konstruktion.
Der lichten Gartenfront des Wohnzimmers wurde eine neue Wand vorgesetzt, deren wuchtige Pfeiler mit Sandstein verblendet wurden. Die Arbeiten erfolgten wiederum unter der Leitung Elsaessers.
Der Gartenumbau wurde durch Heinrich Wiepking-Jürgensmann geplant, der verschiedene Gartenanlagen für nationalsozialistische Größen entworfen hatte, aber aufgrund der wirtschaftlichen Verhältnisse der Kriegszeit nur in Teilen umgesetzt.

## Umbau 1952–1954

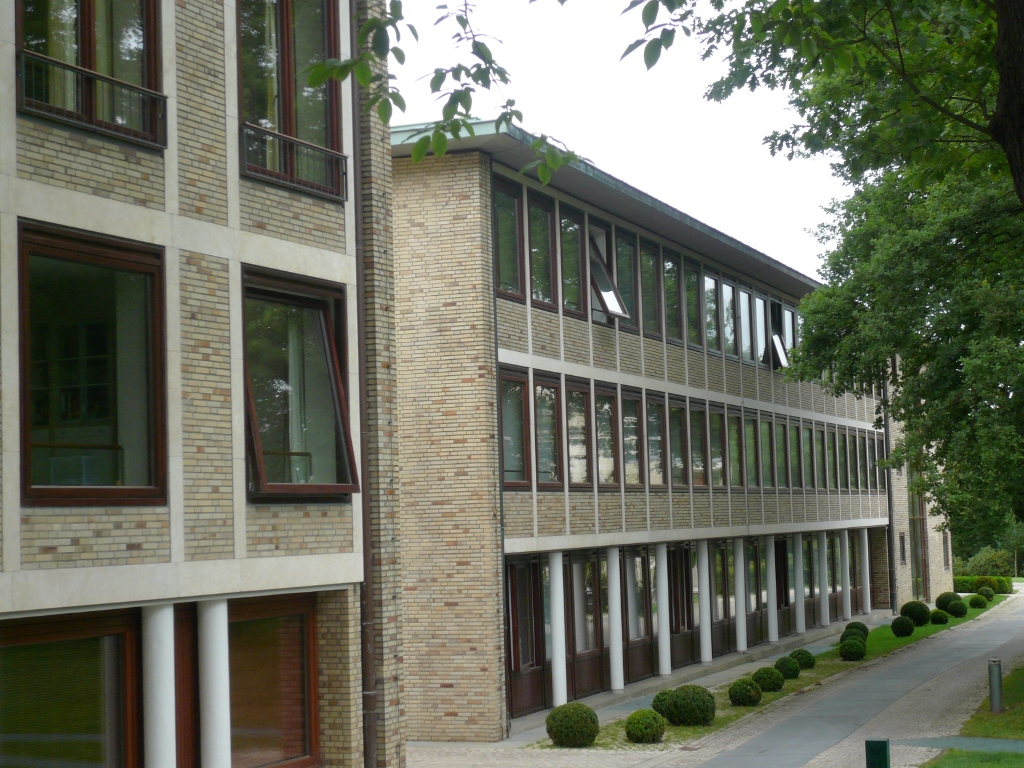
Ehemalige Verwaltungsbauten

Das Haus wurde am 16. Mai 1945 durch die britische Besatzungsbehörde beschlagnahmt, die darin ein Offizierskasino einrichtete und das Haus bis 1952 nutzte. Im Oktober 1950 erfolgte eine Verurteilung Reemtsmas wegen der Bestechung Görings durch das Landgericht Hamburg, er wurde im selben Monat im Entnazifizierungsausschuss entlastet. 1950 verzichtete Philipp Reemtsma auf die Wohnnutzung des Hauses. Er lebte danach in der unmittelbaren Nachbarschaft.
1952 wurde der Komplex von der Reemtsma GmbH aus Reemtsmas Privatvermögen zurückerworben. Im Dezember 1952 wurde mit dem Bau der Verwaltung für die Reemtsma GmbH unter der Leitung von Godber Nissen begonnen. Die Umwidmung des bisher reinen Wohngrundstücks wurde von Oelsner, der Max Brauer als Berater zur Seite stand, befürwortet. Im Gegenzug wurde ein Teil der Anlage westlich des Hauses zur öffentlichen Nutzung als Park freigegeben. Ein öffentlicher Weg führt von der Holztwiete zum Kreetkamp. Der hier gelegene Schwimmteich wurde zu einem Gartenteich renaturiert.
Nissen errichtete im bisherigen Gartenbereich mehrere langgestreckte dreistöckige Bauten, die teilweise untereinander durch Übergänge verbunden waren. In einem davon waren auch Laboratorien untergebracht. Die Bauten fanden in Architekturkreisen Anerkennung, jedoch mokierten sich verschiedene Autoren über die nicht konstruktiv bedingten runden Säulen vor der Fassade.
In der Villa wurden verschiedene Umbauten vorgenommen, wobei die vorhandene Substanz teilweise verdeckt wurde. Die Schwimmhalle wurde zur Kantine umgebaut, das Becken durch einen Fußboden abgedeckt und die terrakottafarbenen Wandfliesen wurden durch eine vorgebaute Wand verdeckt.
Die grünlich-weissgraue Keramikverkleidung wurde insgesamt durch gleichformatige und wohl auch gleichfarbige Fliesen ersetzt, da sie Beschädigungen aufwies. Das Wohnzimmer wurde zum Sitzungssaal umgebaut und im Obergeschoss wurden einzelne Wände versetzt und neue Fenster eingeschnitten.
Die Gartenanlage wurde von H. F. Wiepking-Jürgensmann zum Park umgestaltet, wobei die Planungen von 1938 nur zu einem kleinen Teil wieder aufgegriffen wurden.

## Umbauten nach 2001
Im Zuge des Verkaufs der Reemtsma-Gruppe ging das Grundstück 2003 an die Geschwister Herz über.
Das Wirtschaftsgebäude wurde abgerissen und ein neues Wohngebäude mit Mietwohnungen errichtet. Die nach 1952 errichteten Verwaltungsbauten wurden durch das Architektenbüro BHL (Bassewitz/Hupertz/Limbrock) umgebaut. Unterhalb der ehemaligen Reitbahn wurde eine Tiefgarage errichtet, deren Einfahrt südlich des Pförtnerhauses liegt.
Zusätzlich zu den Umbauten entstanden fünf weitere Häuser, sodass außerhalb der Villa insgesamt 57 Wohneinheiten auf dem Gelände liegen.
Als das Grundstück an die Familie Herz überging, wandte sich Johannes Weckerle an Hermann Hipp vom Kunstgeschichtlichen Seminar der Universität Hamburg. Weckerle war Leiter der Tabakhistorischen Sammlung, die in der Villa untergebracht war und 2004 als Schenkung an das Museum der Arbeit ging. In der Folge wurde das Denkmalschutzinteresse geprüft. Die Villa steht seit Anfang 2006 unter Denkmalschutz.
Von Ende 2008 bis Sommer 2009 erfolgte eine Restaurierung und vorsichtige Modernisierung der Villa durch den Architekten Helmut Riemann unter Beteiligung der Denkmalschutzbehörde, die jedoch keinen konkreten Zustand der Vorjahre wiederherstellte, sondern den Grundintentionen des Bauherren folgte. Viele Elemente, die während der Nissenschen Umbauten verdeckt wurden, wurden wieder freigelegt, wie beispielsweise die Terrakotta-Reliefs von Richard Scheibe im Bereich des Schwimmbads.
Im Jahr 2010 wurde das Planungsbüro Schwarzdesign in Hamburg beauftragt, die ursprüngliche Funktion als Wohnhaus neu zu entwickeln. Unter Einhaltung der Denkmalschutzvorgaben, um die historische Anmutung und Architektur nicht zu verändern, wurden mehrere loftartige und großzügige Wohnungen geplant und umgesetzt. Heute finden sich in der restaurierten Villa drei Wohnungen und eine Büro-/Ausstellungsfläche.

## Architekturhistorische Rezeption
Elsaesser selbst veröffentlichte 1932 eine Monografie zu dem Haus, die weitgehend unbeachtet blieb. Die Zeit des „Modernen Bauens“ ging bereits zu Ende, und viele wichtige Publikationen erschienen vor diesem Datum und konnten das Projekt nicht mit aufnehmen. Reemtsma, der die Veröffentlichung finanziell unterstützte, legte Wert darauf, dass sein Name nicht genannt wurde. International befassten sich verschiedene Architektenzeitschriften mit der Elsaesser-Monografie. Bilddokumentationen lieferten die Fotografen Carl Dransfeld und Max Göllner.
In den Monatsheften für Baukunst und Städtebau (Heft 12/1932) und Moderne Bauformen (1/1933) sowie in der Ullstein-Illustrierten Die Dame (1/1933, Friedrich Paulsen) befassten sich Aufsätze mit dem Bau.
In der 1953 erschienenen Fortsetzung Hamburg und seine Bauten wurde das Haus nicht aufgeführt. Rainer Meyer beschäftigte sich in Bauen+Wohnen 1989 mit dem Werk Elsaessers und widmete dem Objekt breiten Raum. Eine neuere Würdigung des Werks von Elsaesser fehlt derzeit noch.